# Mmasekgoa Masire-Mwamba

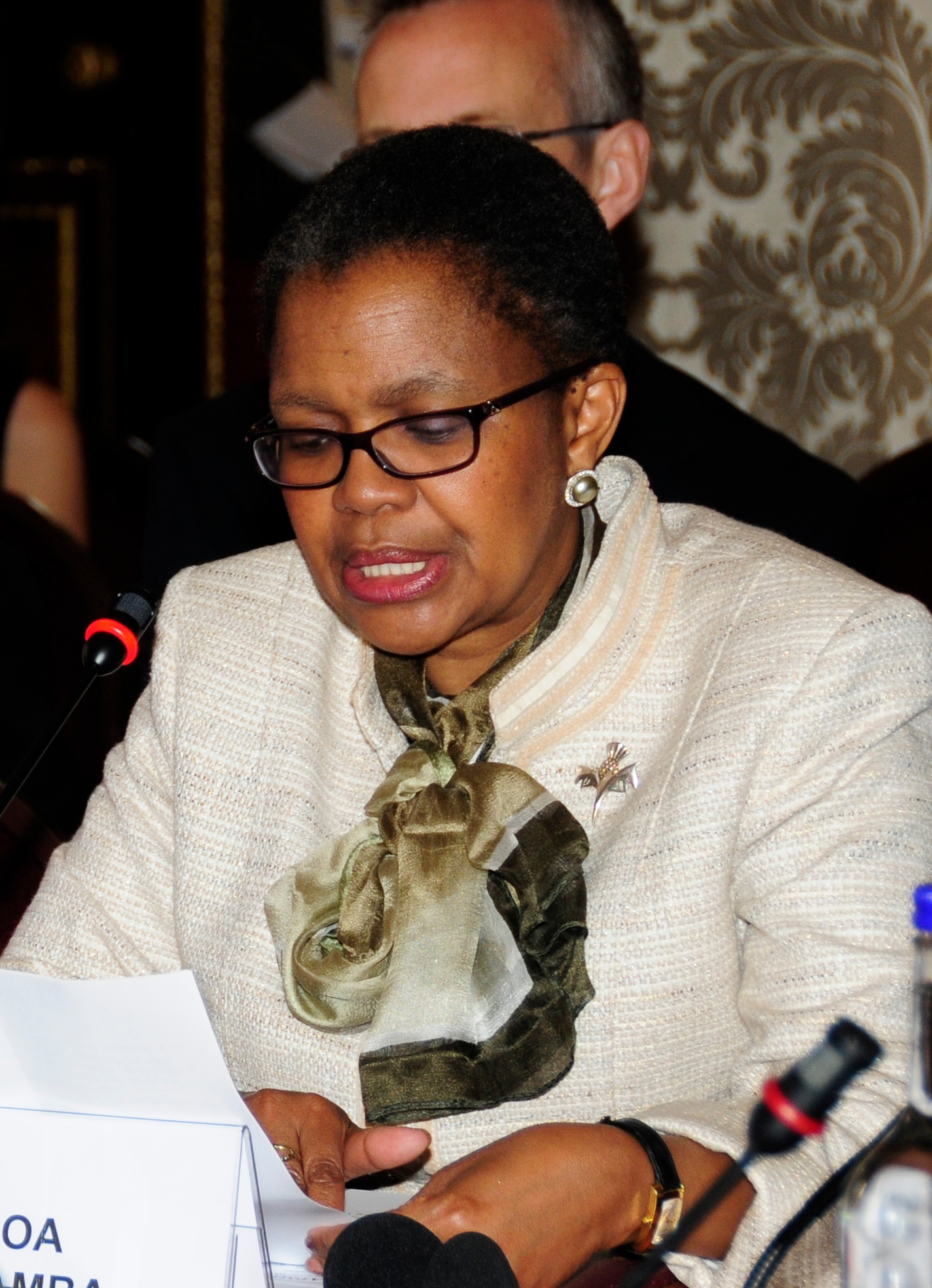
Mmasekgoa Masire-Mwamba, Oktober 2012

Mmasekgoa Masire-Mwamba (geboren am 7. März 1960) ist eine Politikerin und Diplomatin aus Botswana. Sie ist die Tochter des ehemaligen Präsidenten von Botswana, Ketumile Masire, und ehemalige Botschafterin für Botswana in Deutschland.

## Leben
Mmasekgoa Masire-Mwamba wurde 1960 als Tochter des ehemaligen Präsidenten von Botswana, Ketumile Masire, und dessen Frau Gladys Olebile Masire, geborene Mogwera, geboren. Sie studierte bis 1983 am Chelsea College of Science and Technology der University of London und schloss ihr Studium mit einem Bachelor of Science in Elektronik und Physik ab. 1990 erwarb sie den Master of Business Administration mit Schwerpunkt in Finanzen und Internationales Geschäft an der University of Pittsburgh in den Vereinigten Staaten. 2011 folgte ein Bachelor of Laws an der University of South Africa (UNISA) und 2013 schloss sie ein erweitertes Management-Programm an der Universität Navarra (IESE) in Spanien ab.
Sie arbeitete von 1986 bis 2002 als assistierende Ingenieurin des Gruppenmanagers für die Botswana Telecommunications Corporation. Von 1998 bis 1999 war sie zudem Geschäftsentwicklerin für die Commonwealth Telecommunications Organisation in London und dabei verantwortlich für die Region Afrika und Karibik. Zwischen 2003 und 2007 war sie Vorstandsvorsitzende der Botswana Export Development and Investment Authority, bevor sie von 2008 bis 2014 als stellvertretende Generalsekretärin für das Commonwealth-Sekretariat, die zentrale Institution des Commonwealth of Nations, in London tätig wurde. Im folgenden Jahr wurde sie bei den Wahlen in Malta als Kandidatin Afrikas für das Amt der Generalsekretärin nominiert, unterlag jedoch in der Wahl Patricia Scotland aus Dominica um zwei Stimmen.
Von 2014 bis 2018 war sie leitende Beraterin für die Zollunion des Südlichen Afrika (SACU) in Namibia sowie Geschäftsführerin von Crown Agents und Beraterin für die Kommunikationsstrategie von COWI, einem nationalen Raumentwicklungsplan für Botswana im Auftrag der Regierung von Botswana. Sie leitete die Wahl der Commonwealth-Wahlbeobachter in Lesotho im Jahr 2017 und war im Beobachterteam des National Democratic Institute für die Präsidentschaftswahlen in Ghana im Dezember 2016.
Ab dem 8. Februar 2019 war sie als Botschafterin für Botswana in Berlin akkreditiert. Dabei wurde sie als zweite Botschafterin Botswanas in der Bundesrepublik Deutschland ernannt, sie wurde Nachfolgerin der am 26. März 2018 verstorbenen Tswelopele Cornelia Moremi. Am 14. Februar 2024 wurde ihr Nachfolger, John-Thomas Dipowe, als Botschafter in Berlin akkreditiert.
Masire-Mwamba ist verheiratet mit Trevor Mwamba, ehemals Bischof von Botswana und Rektor der St. Margaret’s Church in Barking, East London. Sie ist Mutter von drei Kindern.

## Belege
1. ↑  Commonwealth mourns loss of former Botswana President Ketumile Masire The Commonwealth, 23. Juni 2017; abgerufen am 20. Dezember 2019.
2. ↑  Fare thee well Mother of the Nation auf der Website der Republik Botswana, 27. Mai 2013; abgerufen am 20. Dezember 2019.
3. 1 2 3 4 5  Botschafter in Deutschland: Mmasekgoa Masire-Mwamba. Diplomatisches Magazin, abgerufen am 20. Dezember 2019.
4. ↑  Thelma Khunwane: Botswana: Masire-Mwamba Puts Up Strong Fight. allAfrica.com, 29. November 2015-11-29, abgerufen am 20. Dezember 2019.
5. 1 2  Botschafterin auf der Website der Botschaft von Botswana, abgerufen am 20. Dezember 2019.
6. ↑  DGFB erinnert an Botschafterin MMA Tswelopele Cornelia Moremi. Deutsche Gesellschaft der Freunde Botswanas, abgerufen am 20. Dezember 2019.
7. ↑  Akkreditierung von Botschafterinnen und Botschaftern. In: bundespraesident.de. Abgerufen am 14. Februar 2024.
8. ↑  Centre for Global Inclusion — Mmasekgoa Masire-Mwamba (Memento des Originals vom 5. Juli 2019 im Internet Archive)  Info: Der Archivlink wurde automatisch eingesetzt und noch nicht geprüft. Bitte prüfe Original- und Archivlink gemäß Anleitung und entferne dann diesen Hinweis.; abgerufen am 20. Dezember 2019.

| Personendaten    | Personendaten            |
| ---------------- | ------------------------ |
| NAME             | Masire-Mwamba, Mmasekgoa |
| KURZBESCHREIBUNG | botswanische Diplomatin  |
| GEBURTSDATUM     | 7. März 1960             |